# Умершие в июне 1998 года
Это список известных людей, соответствующих установленным критериям значимости (см. Википедия:Критерии значимости персоналий), умерших в июне 1998 года.
Причина смерти указывается лишь в исключительных случаях (убийство, самоубийство, гибель в результате военных действий, смертная казнь, ДТП или несчастные случаи). В остальных случаях — не указывается.
- 1 июня — Вольдемар Межгайлис (86) — один из сильнейших шахматистов Латвии в 1930—1950 годах.
- 2 июня — Дороти Стикни (101) — американская актриса.
- 2 июня — Михаил Чих (76) — бригадир горнорабочих очистного забоя шахты «Майская» комбината «Ростовуголь», город Шахты Ростовской области, дважды Герой Социалистического Труда.
- 4 июня — Сергей Борисюк (74) — рядовой Советской Армии, участник Великой Отечественной войны, Герой Советского Союза.
- 6 июня — Михаил Петров (79) — участник партизанской борьбы на Украине, командир батальона соединения партизанских отрядов, Герой Советского Союза.
- 7 июня — Николай Волошин (74) — старшина Рабоче-крестьянской Красной Армии, участник Великой Отечественной войны, Герой Советского Союза.
- 7 июня — Тома Нарсежак (89) — французский писатель и сценарист, творивший как самостоятельно, так и в тандеме с Пьером Буало (см. Буало-Нарсежак).
- 7 июня — Лариса Юдина (52) — журналистка, редактор газеты "Советская Калмыкия сегодня"; убийство.
- 8 июня — Сани Абача (54) — нигерийский военный и государственный деятель, генерал-лейтенант, де-факто 10-й президент Нигерии; инфаркт.
- 8 июня — Николай Цыбуленко — генерал-майор.
- 11 июня — Иван Медведев (73) — Герой Советского Союза.
- 11 июня — Геворг Эмин (78) — армянский советский поэт.
- 11 июня — Зента Эргле (77) — латышская писательница.
- 14 июня — Кадамба Симмонс (24) — английская киноактриса; убийство[1].
- 15 июня — Алексей Прокин (74) — советский и российский историк, краевед, писатель, школьный учитель; сбит автомобилем.
- 18 июня — Анатолий Лапушкин (73) — Герой Советского Союза.
- 18 июня — Анна Филоненко-Камаева (79) — советский разведчик-нелегал, ветеран Великой Отечественной войны 1941—1945 годов, участник обороны Москвы и советского партизанского движения.
- 19 июня — Александр Овечкин — Герой Социалистического Труда.
- 19 июня — Пётр Санфиров (93) — Полный кавалер Ордена Славы.
- 23 июня — Василий Лукьянцев (84) — Герой Советского Союза.
- 23 июня — Морин О’Салливан (87) — ирландская актриса, сделавшая успешную карьеру в Голливуде в 30-е годы XX века, мать актрисы Мии Фэрроу.
- 25 июня — Владимир Карачун (84) — подполковник Советской Армии, участник Великой Отечественной войны, Герой Советского Союза.
- 26 июня — Владимир Петухов (48) — мэр Нефтеюганска в 1996—1998 годах; убийство.
- 28 июня — Василий Здунов (73) — участник Великой Отечественной войны, Герой Советского Союза.
- 29 июня — Иван Матрой (79) — Полный кавалер ордена славы.
- 30 июня — Галина Брежнева (69) — дочь советского генсека Брежнева.